# 10694 Lacerda
10694 Lacerda è un asteroide della fascia principale. Scoperto nel 1981, presenta un'orbita caratterizzata da un semiasse maggiore pari a 3,2065932 UA e da un'eccentricità di 0,0350249, inclinata di 22,08798° rispetto all'eclittica.